# 北方村 (宮崎県南那珂郡)
北方村（きたかたそん）は、宮崎県南那珂郡にあった村。現在の串間市の一部にあたる。

## 地理
福島川の下流域に位置し、南は志布志湾に面していた。

## 歴史
- 1889年（明治22年）5月1日、町村制の施行により、南那珂郡北方村、南方村、秋山村、串間村が合併して村制施行し、北方村が発足[1][2]。旧村名を継承した北方、南方、秋山、串間の4大字を編成した[2]。
- 1906年（明治39年）村内の若者組を母体として秋山青年会を設立[2]。
- 1910年（明治43年）秋山婦人会を設立[2]。
- 1912年（大正元年）福島・北方両村水利組合設立[2]。
- 1916年（大正5年）村内の各青年会を支部として北方村青年修養会を設立し、北方・金谷・秋山に支部を設置[2]。
- 1951年（昭和26年）1月1日、南那珂郡福島町と合併し、福島町が存続[1]。合併後、福島町大字北方・南方・秋山・串間となる[2]。

## 産業
- 農業、林業、水産業[2]

## 交通

### 鉄道
- 1935年（昭和10年）鉄道省志布志線（現日南線）の日向北方駅が開設[2]。

## 教育
- 北方尋常高等小学校[2]（現串間市立北方小学校）
- 金谷尋常小学校[2]（現串間市立金谷小学校）
- 秋山尋常小学校[2]（現串間市立秋山小学校、休校）
- 1923年（大正12年）福島・北方・本城・都井・大束の5か村組合立福島高等女学校を福島村大字西方に設立[2]。（現宮崎県立福島高等学校）
- 1947年（昭和22年）北方村立北方中学校設立[2]。（のち串間市立北方中学校、統合して現串間市立串間中学校）